# Saint-Gauzens
Saint-Gauzens is een gemeente in het Franse departement Tarn (regio Occitanie) en telt 662 inwoners (2004). De plaats maakt deel uit van het arrondissement Castres.

## Geografie
De oppervlakte van Saint-Gauzens bedraagt 18,4 km², de bevolkingsdichtheid is 36,0 inwoners per km².
De onderstaande kaart toont de ligging van Saint-Gauzens met de belangrijkste infrastructuur en aangrenzende gemeenten.

## Demografie
Onderstaande figuur toont het verloop van het inwonertal (bron: INSEE-tellingen).